# Cyrtonastes lacedaemonis
Cyrtonastes lacedaemonis é uma espécie de artrópode pertencente à família Chrysomelidae.